# Замошня
Замошня (другое название — Мошна) — малая река в Смоленской и Московской областях России, левый приток Москвы-реки.
Берёт начало в Смоленской области в 5 км западнее её границы с Московской областью, впадает в Москву-реку у самых её верховьев, у деревни Митино Можайского района Московской области.
Длина — 20 км, площадь бассейна — 58,9 км². Равнинного типа. Питание преимущественно снеговое. Замошня замерзает в ноябре — начале декабря, вскрывается в конце марта — апреле.
О привлекательности берегов этой речки для туристов говорит то, что бассейн Замошни находится на территории упразднённого в 1951 году Верхне-Москворецкого заповедника. Для этих мест характерны живописный пересечённый рельеф местности, густые массивы лесов с редкими полями и лугами и небольшими деревнями. На Замошне стоят деревни Чернево, Острицы-1, Холмово.

## Данные водного реестра
По данным государственного водного реестра России и геоинформационной системы водохозяйственного районирования территории РФ, подготовленной Федеральным агентством водных ресурсов:
- Бассейновый округ — Окский
- Речной бассейн — Ока
- Речной подбассейн — бассейны притоков Оки до впадения реки Мокши
- Водохозяйственный участок — Москва от истока до Можайского гидроузла